# Sophie Perin
Pour les articles homonymes, voir Perin.
Sophie Perin, née le 2 décembre 1956 à Marange-Silvange (Moselle), est un mannequin français élue Miss Lorraine 1974 puis Miss France 1975. Elle est la 45e Miss France.
Elle est élue Miss International en 1976.

## Année de Miss France

### Élections
Originaire de Talange, elle est d'abord élue Miss Lorraine 1974. Elle change son prénom originel, Sonia, en Sophie qui selon certains juges de l'élection fait « plus français ».
L'élection de Miss France s'est déroulée à l'Hôtel Concorde Lafayette, à Paris. Elle est élue Miss France 1975 à 17 ans.

### Concours internationaux
Le 19 juillet 1975, elle représente la France au concours Miss Univers à San Salvador au Salvador, puis le 20 novembre à Miss Monde au Royal Albert Hall de Londres. Dans les deux concours, elle n'est pas classée.

## Après Miss France

### Études
À l'âge de dix-huit ans, elle part pour les États-Unis et le Japon et entreprend des études d'architecture, interrompues lorsqu'elle remporte le titre de Miss International en 1976.

### Miss International
Le 2 juillet 1976, alors que Monique Uldaric est Miss France, Sophie Perin représente la France au concours Miss International se déroulant à Tokyo au Japon. Elle est élue Miss International étant la première et la seule Française à avoir remporté ce titre, tandis que Denise Perrier a remporté le titre de Miss Monde et Christiane Martel et Iris Mittenaere ont remporté le titre de Miss Univers.

### Mannequinat
Elle est mannequin durant une quinzaine d'années. Défilant pour divers noms de la mode, elle a représenté les fourrures Christian Dior puis a été mannequin de cabine chez Nina Ricci.

### Activités diverses
Le 5 décembre 2010, à la salle Wagram de Paris, elle est membre du jury de l'élection de Miss Nationale 2011, concours concurrent de Miss France, créé par Geneviève de Fontenay et présidé par Christiane Lillio (Miss France 1968). 